# Bonania cubana
Bonania cubana är en törelväxtart som beskrevs av Achille Richard. Bonania cubana ingår i släktet Bonania och familjen törelväxter.

## Underarter
Arten delas in i följande underarter:
- B. c. acunae
- B. c. cubana
- B. c. microphylla